# Team Type 1-Sanofi Aventis/Saison 2011
Dieser Artikel listet Erfolge und Mannschaft des Radsportteams Team Type 1-Sanofi Aventis in der Saison 2011 auf.

Das Team-Trikot der Saison 2011

## Erfolge in der UCI Africa Tour
In den Rennen der UCI Africa Tour Saison 2011 der UCI Africa Tour gelangen die nachstehenden Erfolge.
| Datum            | Rennen                       | Kat. | Fahrer        |
| ---------------- | ---------------------------- | ---- | ------------- |
| 20. November     | Prolog Tour of Rwanda (EZF)  | 2.2  | Kiel Reijnen  |
| 21. November     | 1. Etappe Tour of Rwanda     | 2.2  | Kiel Reijnen  |
| 21. November     | 2. Etappe Tour of Rwanda     | 2.2  | Kiel Reijnen  |
| 22. November     | 3. Etappe Tour of Rwanda     | 2.2  | Joey Rosskopf |
| 23. November     | 4. Etappe Tour of Rwanda     | 2.2  | Kiel Reijnen  |
| 20.–26. November | Gesamtwertung Tour of Rwanda | 2.2  | Kiel Reijnen  |

## Erfolge in der UCI America Tour
In den Rennen der UCI America Tour Saison 2011 der UCI America Tour gelangen die nachstehenden Erfolge.
| Datum    | Rennen                   | Kat. | Fahrer            |
| -------- | ------------------------ | ---- | ----------------- |
| 15. Juni | 2. Etappe Tour de Beauce | 2.2  | Martijn Verschoor |

## Erfolge in der UCI Europe Tour
In den Rennen der UCI Europe Tour Saison 2011 der UCI Europe Tour gelangen die nachstehenden Erfolge.
| Datum            | Rennen                                            | Kat. | Fahrer             |
| ---------------- | ------------------------------------------------- | ---- | ------------------ |
| 24. April–1. Mai | Gesamtwertung Presidential Cycling Tour of Turkey | 2.HC | Alexander Jefimkin |

## Abgänge – Zugänge
| Zugänge                        | Team 2010                                       | Abgänge                     | Team 2011                            |
| ------------------------------ | ----------------------------------------------- | --------------------------- | ------------------------------------ |
| Alexander Jefimkin             | AG2R La Mondiale                                | Davide Frattini             | UnitedHealthcare Pro Cycling         |
| Andrea Grendene                | Lampre-Farnese Vini                             | Christopher Jones           | UnitedHealthcare Pro Cycling         |
| László Bodrogi                 | Team Katusha                                    | Ken Hanson                  | Jelly Belly Cycling                  |
| Rubens Bertogliati             | Androni Giocattoli-Serramenti PVC Diquigiovanni | Michael Creed               | Kelly Benefit Strategies-OptumHealth |
| Jure Kocjan                    | Carmiooro NGC                                   | Thomas Soladay              | Kelly Benefit Strategies-OptumHealth |
| Iván Melero                    | Burgos 2016-Castilla y León                     | Shawn Milne                 | Kenda-5-Hour Energy Cycling Team     |
| Daniele Callegarin             | CDC-Cavaliere                                   | Thomas Rabou                | RealCyclist.com Cycling Team         |
| Alessandro Bazzana             | Fly V Australia                                 | Romain Chaudoy              | Unbekannt                            |
| Kiel Reijnen                   | Jelly Belly-Kenda                               | Iván Melero (bis 15. April) | Unbekannt                            |
| Benjamin King                  | Trek Livestrong U23                             | Olaf Kerkhof (bis 30. Juni) | Unbekannt                            |
| Olaf Kerkhof                   | Neoprofi                                        |                             |                                      |
| Wladimir Jefimkin (ab 1. Juli) | AG2R La Mondiale                                |                             |                                      |

### Mannschaft
| Name               | Geburtstag         | Nationalität       |              |
| ------------------ | ------------------ | ------------------ | ------------ |
| Alessandro Bazzana | 16. Juli 1984      | Italien            |              |
| Rubens Bertogliati | 9. Mai 1979        | Schweiz            |              |
| László Bodrogi     | 11. Dezember 1976  | Frankreich         |              |
| Alex Bowden        | 29. Dezember 1989  | Vereinigte Staaten |              |
| Fabio Calabria     | 27. August 1987    | Australien         |              |
| Daniele Callegarin | 21. September 1982 | Italien            |              |
| William Dugan      | 15. Januar 1987    | Vereinigte Staaten |              |
| Joe Eldridge       | 16. Juni 1982      | Vereinigte Staaten |              |
| Andrea Grendene    | 4. Juli 1986       | Italien            |              |
| Aldo Ino Ilešič    | 1. September 1984  | Slowenien          |              |
| Alexander Jefimkin | 2. Dezember 1981   | Russland           |              |
| Wladimir Jefimkin  | 2. Dezember 1981   | Russland           |              |
| Benjamin King      | 14. Oktober 1988   | Australien         |              |
| Walerij Kobsarenko | 5. Februar 1977    | Ukraine            |              |
| Jure Kocjan        | 18. Oktober 1984   | Slowenien          |              |
| Javier Mejías      | 30. September 1983 | Spanien            |              |
| Kiel Reijnen       | 1. Juni 1986       | Vereinigte Staaten |              |
| Alexei Schmidt     | 17. April 1983     | Russland           |              |
| Scott Stewart      | 2. Februar 1987    | Vereinigte Staaten |              |
| Martijn Verschoor  | 4. Mai 1985        | Niederlande        |              |
| Stagiaires         | Stagiaires         | Nationalität       | Nationalität |
| Tyler Magner       | Tyler Magner       | Vereinigte Staaten |              |
| Joey Rosskopf      | Joey Rosskopf      | Vereinigte Staaten |              |

## Platzierungen in UCI-Ranglisten
UCI Africa Tour 2011
|      | Fahrer            | Punkte |
| ---- | ----------------- | ------ |
| 157. | Martijn Verschoor | 5      |

UCI America Tour 2011
|      | Fahrer             | Punkte |
| ---- | ------------------ | ------ |
| 98.  | Jure Kocjan        | 29     |
| 214. | Javier Mejías      | 11     |
| 218. | Alexei Schmidt     | 10     |
| 226. | Benjamin King      | 10     |
| 233. | Alexander Jefimkin | 10     |
| 276. | Martijn Verschoor  | 8      |
| 319. | Rubens Bertogliati | 6      |
| 379. | Aldo Ino Ilešič    | 3      |

UCI Asia Tour 2011
|      | Fahrer             | Punkte |
| ---- | ------------------ | ------ |
| 102. | Kiel Reijnen       | 30     |
| 123. | William Dugan      | 21     |
| 174. | Alessandro Bazzana | 13     |
| 197. | Alexei Schmidt     | 11     |
| 237. | Martijn Verschoor  | 8      |
| 249. | Wladimir Jefimkin  | 7      |
| 333. | Scott Stewart      | 2      |
| 333. | Andrea Grendene    | 2      |

UCI Europe Tour 2011
|       | Fahrer             | Punkte |
| ----- | ------------------ | ------ |
| 16.   | Jure Kocjan        | 317    |
| 77.   | Alexander Jefimkin | 150,4  |
| 222.  | László Bodrogi     | 72,4   |
| 667.  | Rubens Bertogliati | 16,4   |
| 804.  | Andrea Grendene    | 11,4   |
| 878.  | Alessandro Bazzana | 8      |
| 987.  | Aldo Ino Ilešič    | 6      |
| 1212. | Daniele Callegarin | 2      |
| 1282. | Javier Mejías      | 0,4    |
| 1282. | Scott Stewart      | 0,4    |